# Чемпіонат УРСР з хокею на траві серед чоловіків
Чемпіонат УРСР з хокею на траві серед чоловіків — щорічна першість радянської України. Всього було проведено 15 турнірів (з 1977 по 1991 рік).

## Історія
Початківцями цього виду спорту в Україні були чоловіча команда "Буревісник" з Чернівців, яка була створена 1975 року під керівництвом В.В.Янушевского і Б.І.Зажаєва, а також чоловіча і жіноча команди СК "Богатир" з Кривого Рогу, створені у 1976 році під керівництвом К.Г.Драчука.
Велику роль у розвитку хокею на траві в Україні, також сприяла чоловіча і жіноча команда київського «Спартака» і бориспільського «Колосу»  , які були створені 1977 року. З того часу з кожним роком все більша кількість команд стали з'являтися на хокейної карті України. І в 1980 році була утворена українська федерація хокею на траві (УФХТ).
Чемпіонат УРСР з хокею на траві серед чоловіків відбувалась щорічно 15 разів з 1977 по 1991 рік.

## Призери
| Рік  | Місто проведення | Золото                           | Срібло                   | Бронза                           |
| 1977 | Чернівці         | «Університет» (Чернівці)         | «Богатир» (Кривий Ріг)   | «Спартак» (Кривий Ріг)           |
| 1978 | Вижниця          | «Університет» (Чернівці)         | «Богатир» (Кривий Ріг)   | «Свема» (Шостка)                 |
| 1979 | ?                | ?                                | ?                        | ?                                |
| 1980 | Чернівці         | «Університет» (Чернівці)         | «Свема» (Шостка)         | «Богатир» (Кривий Ріг)           |
| 1981 | Шостка           | «Свема» (Шостка)                 | «Іскра» (Васильків)      | «Університет» (Чернівці)         |
| 1982 | Маріуполь        | «Свема» (Шостка)                 | «Університет» (Чернівці) | «Водник» (Маріуполь)             |
| 1983 | Чернівці         | «Університет» (Чернівці)         | «Свема» (Шостка)         | «Буревісник»/«Олімпія» (Вінниця) |
| 1984 | Луцьк            | «Університет» (Чернівці)         | «Свема» (Шостка)         | «Авангард» (Луцьк)               |
| 1985 | Харків           | «Університет» (Чернівці)         | «Свема» (Шостка)         | «Буревісник»/«Олімпія» (Вінниця) |
| 1986 | Алушта           | «Буревісник»/«Олімпія» (Вінниця) | «Буревісник» (Черкаси)   | ?                                |
| 1987 | ?                | ?                                | ?                        | ?                                |
| 1988 | Алушта           | «Буревісник»/«Олімпія» (Вінниця) | «Свема» (Шостка)         | «Трудові резерви» (Бердичів)     |
| 1989 | Алушта           | «Іскра» (Васильків)              | «Свема» (Шостка)         | «Буревісник»/«Олімпія» (Вінниця) |
| 1990 | ?                | ?                                | ?                        | ?                                |
| 1991 | Алушта           | «Університет» (Чернівці)         | «Іскра» (Васильків)      | «Енергетик»/«Олімпія» (Вінниця)  |

## 1977
- місто проведення — Чернівці

1.«Університет»(Чернівці)
2.СК«Богатир»(Кривий Ріг)
3.«Спартак»(Кривий Ріг)
4.«Спартак»(Київ)

## 1978
- місто проведення — Вінниця

1. «Університет» (Чернівці)
2. СК «Богатир» (Кривий Ріг)
3. «Свема» (Шостка)
4. «Локомотив» (Чернівці)
5. «Спартак» (Київ)

## 1980
- місто проведення — Чернівці

1. «Університет"(Чернівці)
2. «Свема» (Шостка)
3. СК «Богатир» (Кривий Ріг)
4. «Десна» (Шостка)
5. «Університет-2» (Чернівці)
6. «Азовсталь» (Маріуполь)
7. «Спартак» (Кривий Ріг)

## 1981
- місто проведення — Шостка

1.«Свема» (Шостка)
2.«Іскра» (Васильків)
3.«Університет» (Чернівці)
4.«Трудові резерви» (Бердичів)

## 1982
- місто проведення — Маріуполь

1.«Свема» (Шостка)
2.«Університет» (Чернівці)
3.«Водник» (Маріуполь)
4. «Буревісник» (Вінниця)
5.«Іскра» (Васильків)
6.«Авангард» (Луцьк)
7.«Спартак» (Одеса)
8.«Трудові резерви» (Бердичів)

## 1983
- місто проведення — Чернівці

1.«Університет»(Чернівці)
2.«Свема» (Шостка)
3. «Буревісник» (Вінниця)
4.«Іскра» (Васильків)
5.«Спартак» (Кривий Ріг)
6.«Авангард» (Луцьк)
7.«Колос» (Рівне)
8.«Кристал» (Калуш)

## 1984
- місто проведення — Луцьк

1.«Університет» (Чернівці)
2.«Свема» (Шостка)
3.«Авангард» (Луцьк)
4.«Медін» (Чернівці)
5. «Буревісник» (Вінниця)
6.«Водник» (Маріуполь)

## 1985
- місто проведення — Харків

1.«Університет» (Чернівці)
2.«Свема» (Шостка)
3. «Буревесник» (Вінниця)
4.«Автомобіліст» (Кривий Ріг)

## 1986
- місто проведення — Алушта

1. «Буревісник» (Вінниця)
2. «Буревісник» (Черкаси)
3. ?

## 1987
- місто проведення — ?

1. ?
2. ?
3. ?

## 1988
- місто проведення — Алушта

1. «Буревісник» (Вінниця)
2.«Свема» (Шостка)
3.«Трудові резерви" (Бердичів)
4.«Політехнік» (Київ)
5.«Медін» (Чернівці)

## 1989
- місто проведення — Алушта

1.«Іскра» (Васильків)
2.«Свема» (Шостка)
3. «Буревесник» (Вінниця)
4.«Политехник» (Київ)
5.«Трудові резерви» (Бердичів)
6.«Університет» (Чернівці)

## 1990
- місто проведення — ?

1. ?
2. ?
3. ?

## 1991
- місто проведення — Алушта

1.«Університет» (Чернівці)
2.«Іскра» (Васильків)
3. «Енергетик» (Вінниця)
4.«Порто-Франко» (Одеса)
5.«Політехнік» (Київ)
6.«Трудові резерви» (Бердичів)

## Див.також
- Чемпіонат України з хокею на траві серед чоловіків
- Чемпіонат України з хокею на траві серед жінок
- Чемпіонат України з індорхокею серед чоловіків